# لاجوس بيتري
لاجوس بيتري (بالمجرية: Petri Lajos)‏ هو نحات مجري، ولد في 18 يونيو 1884 في سيجد في المجر، وتوفي في 26 أغسطس 1963 في بودابست في المجر.

## وصلات خارجية
- لاجوس بيتري على موقع أوليمبيديا (الإنجليزية)